# 風神雷神図

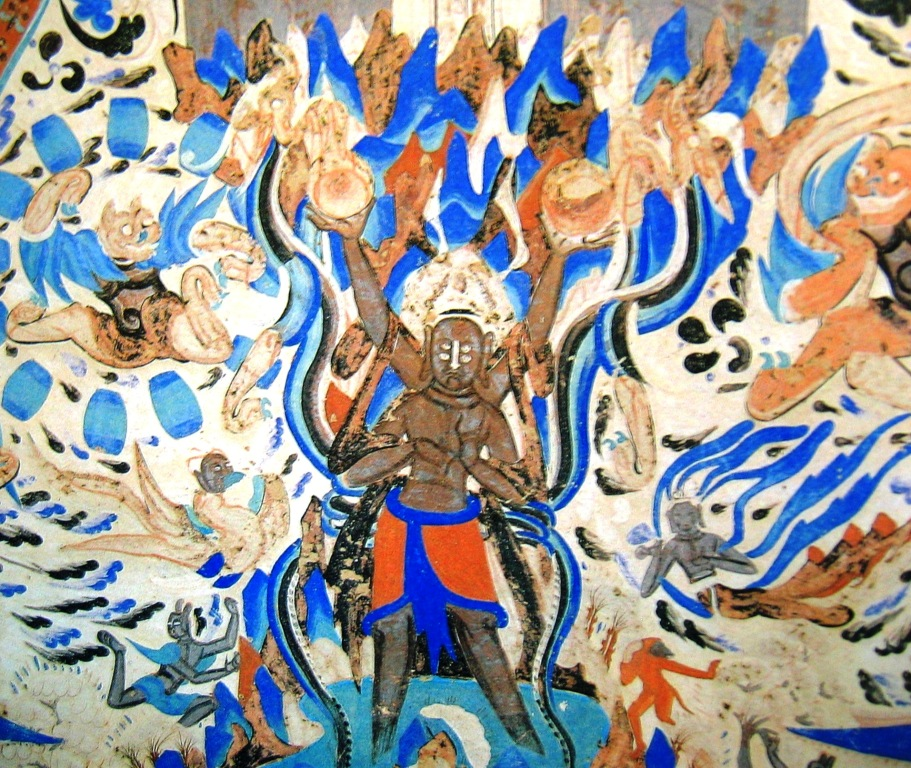
敦煌莫高窟第249窟壁画（6世紀）
右上に風袋を掲げた風神、左上にリング状に太鼓を並べた雷神の姿形が見える。

風神雷神図（ふうじんらいじんず）とは、風袋から風を吹き出し風雨をもたらす風神と、太鼓を叩いて雷鳴と稲妻をおこす雷神の活動の姿を描写する絵画である。
俵屋宗達筆の屏風画が有名で、琳派の絵師をはじめ、多くの画家によって作られた模作や模写が多数制作された。

## モチーフ

### 一対の風神と雷神
東洋美術には古くから風神と雷神を扱う作品があり、中国で1世紀に作られた武氏祠に風伯と雷公が彫られているほか、北魏の元叉の墓の天井画は、星図を挟んで周囲に太鼓を巡らせた雷公と布を広げた風伯が対になっている。ただし、「雷公」という言葉の初出である屈原の『楚辞』では雷公と雨師（水神）が併称されているように、必ずしも風神と雷神で対になっていたわけではない。他方で、敦煌の莫高窟から見つかった多くの仏教美術にも風神雷神を扱ったものがあり、例えば第249窟の天井画では風袋を携えた風神と太鼓を輪形に並べて捧持する雷神が描かれている。また、彫刻としては南京の栖霞寺舎利塔の釈迦八相「降魔」（602年）の例がある。
日本にも風神や雷神への信仰は古くからあったが、一対の風神と雷神というモチーフの主要な起源は、やはり中国伝来の仏教美術である千手観音二十八部衆像、俗に千手観音曼荼羅とも呼ばれるもので、中央の千手観音を本尊として周囲に二十八部衆を配置した構図であり、主に平安時代後期から鎌倉時代にかけて流行した。ここでの風神と雷神は千手観音の眷属であるが、時代や状況によって二十八部衆に含まれる場合とそうでない場合がある。後者の代表例が鎌倉時代に作られた三十三間堂の木造風神・雷神像（国宝）であり、国内に現存する風神雷神の彫像では最も古い。なお、千手観音の右上に雷神が配置される彫像は、四川省の蒲江石窟第10号龕に先例がある。

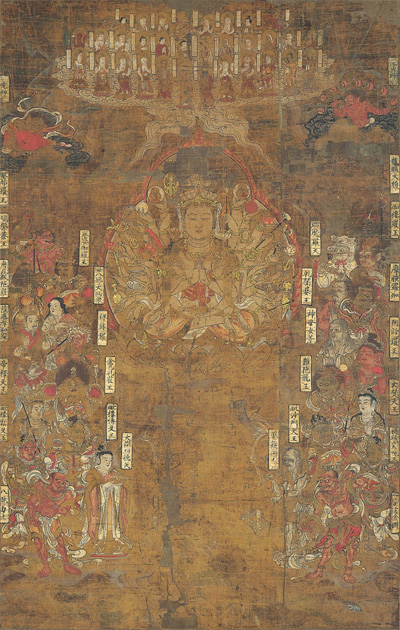
千手観音二十八部衆像 細見美術館蔵
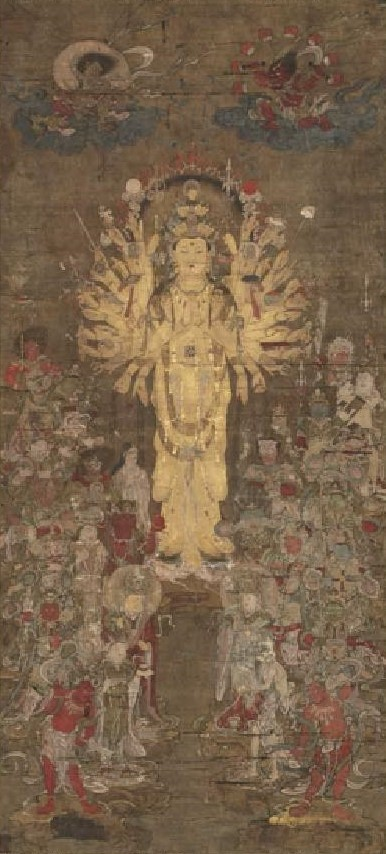
千手観音二十八部衆像 ボストン美術館蔵
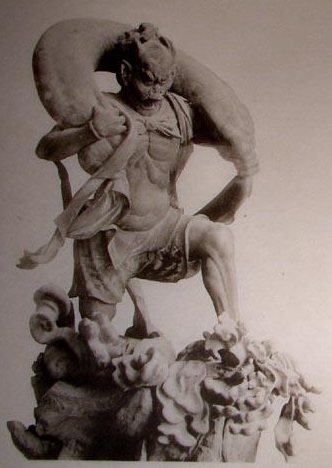
三十三間堂の風神
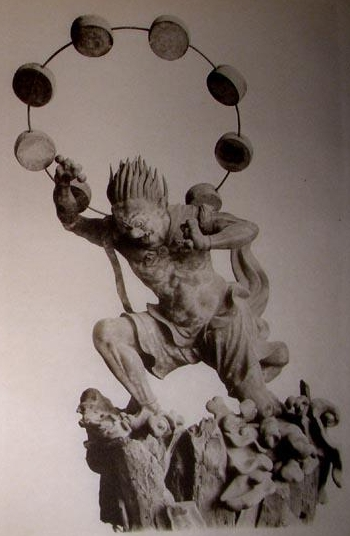
三十三間堂の雷神
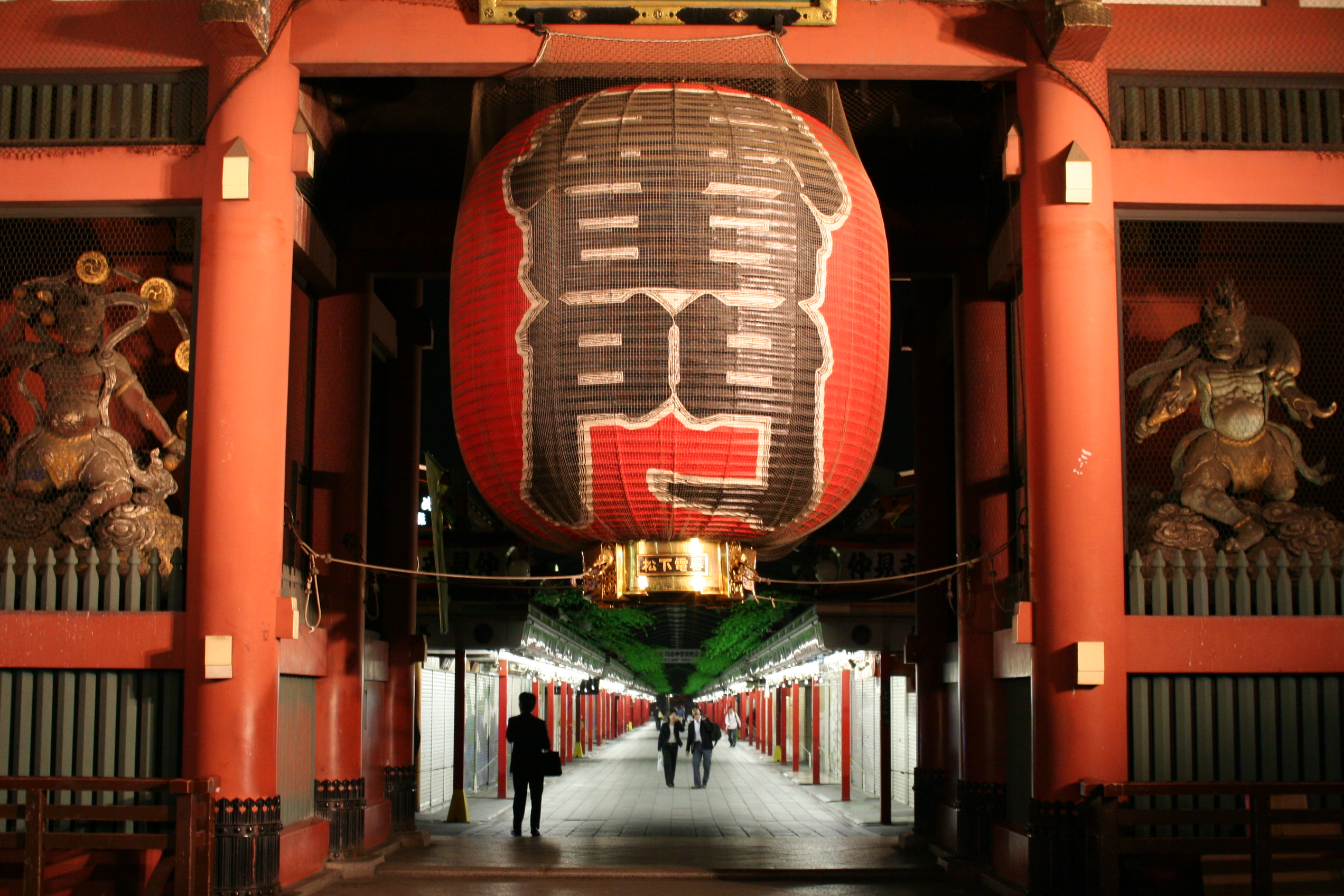
浅草寺の雷門

千手観音二十八部衆像の流行前の例には、奈良時代の『絵因果経』降魔（醍醐寺蔵、国宝）があるが、この風神と雷神は降魔図にありがちな立ち位置で独立性がない。一方、平安時代の『金光明最勝王経金字宝塔曼荼羅図』（中尊寺蔵、国宝）の第8幀、第9幀に描かれた風神雷神は、『金光明最勝王経』7巻14品「如意寶珠」に描写される四方位の光明電王に対応するもので、千手観音二十八部衆像の風神雷神に近い形である。
千手観音二十八部衆像の流行とは別に、同時期に並行する形で天神信仰も盛んになっており、鎌倉時代には『北野天神縁起絵巻』（承久本）などの風神と雷神を題材とした「天神縁起」と呼ばれるジャンルの絵巻物が次々と描かれ、雷公祭と風伯祭が同日に北野天満宮に隣接する右近の馬場で催された。

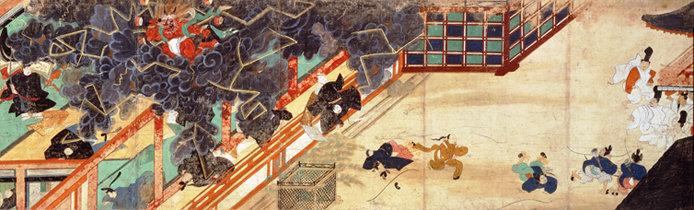
承久本（複写） 雷神 北野天満宮蔵
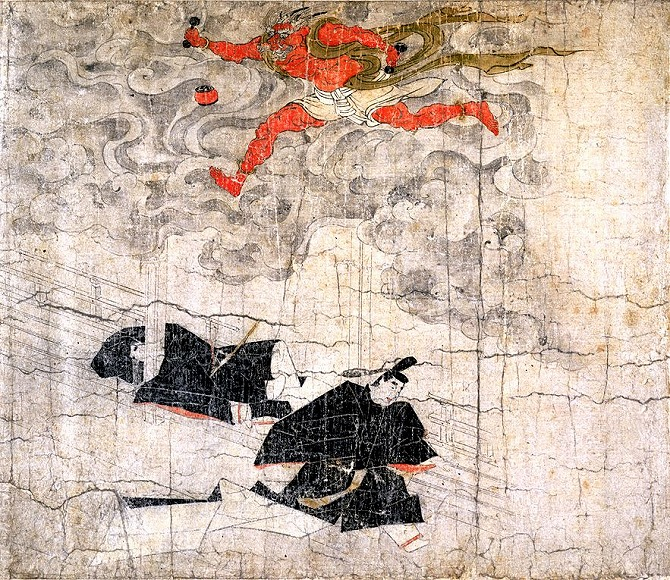
弘安本 雷神 北野天満宮蔵
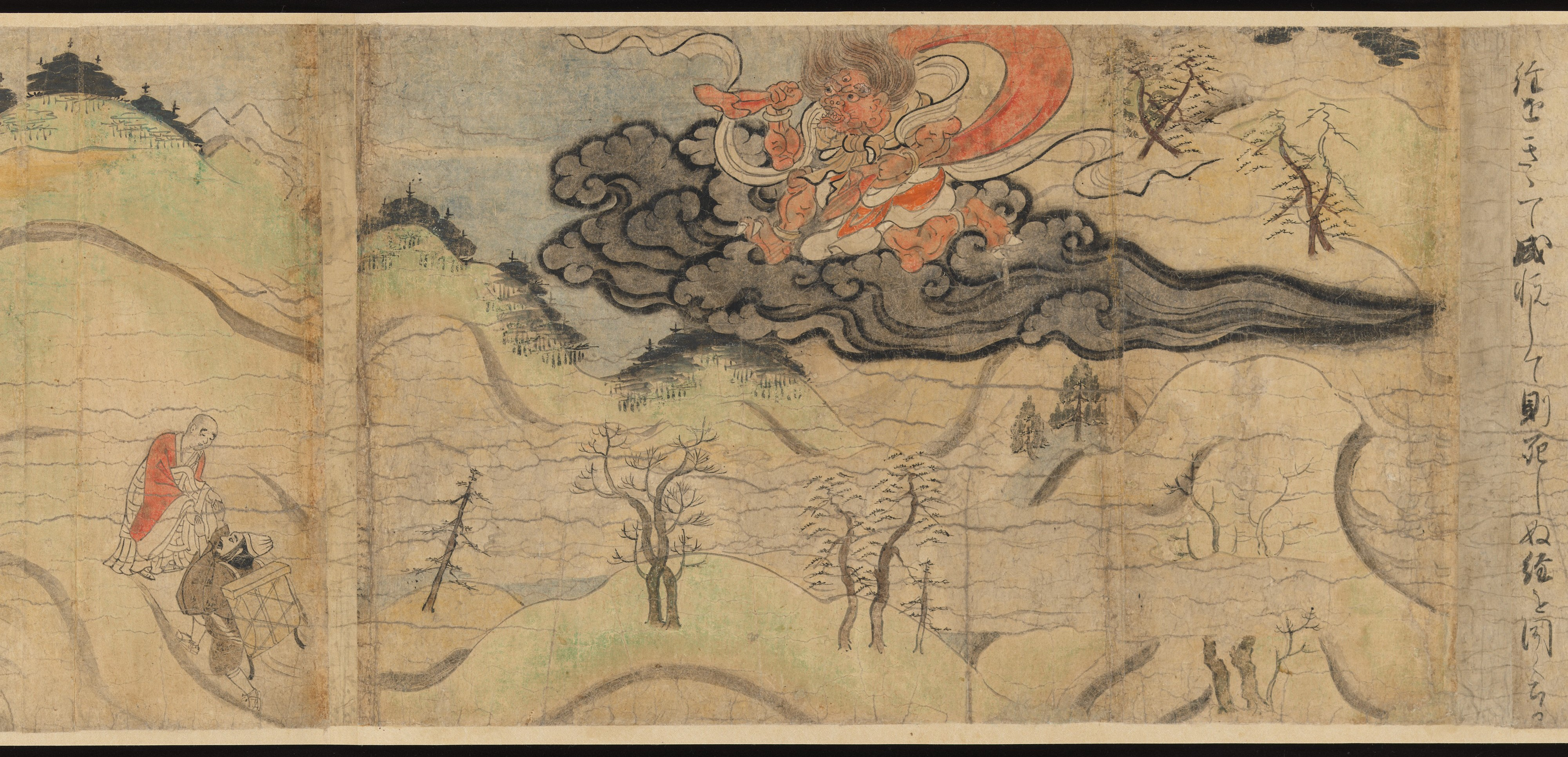
旧井上家本 風神 メトロポリタン美術館蔵
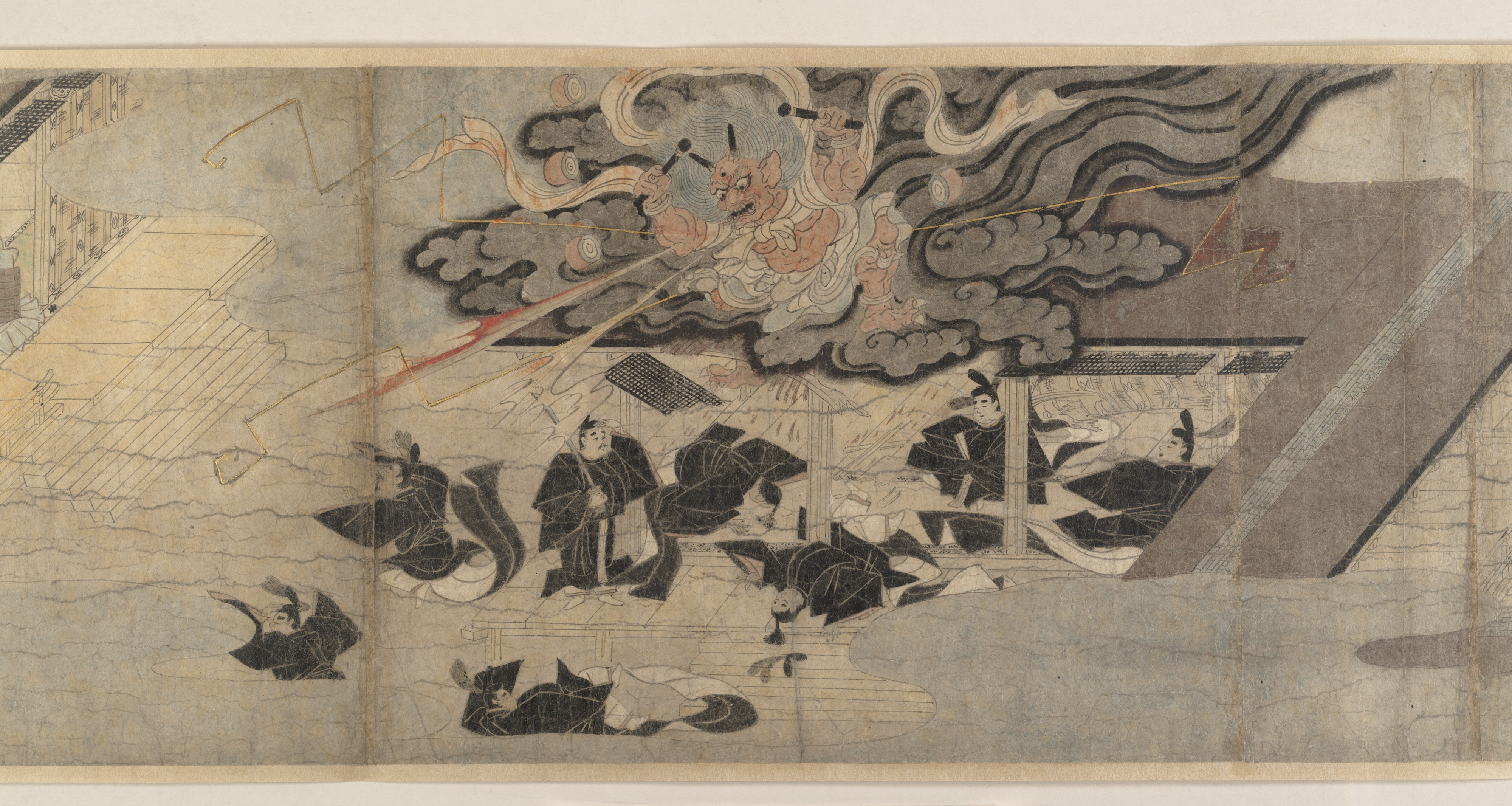
旧井上家本 雷神 メトロポリタン美術館蔵
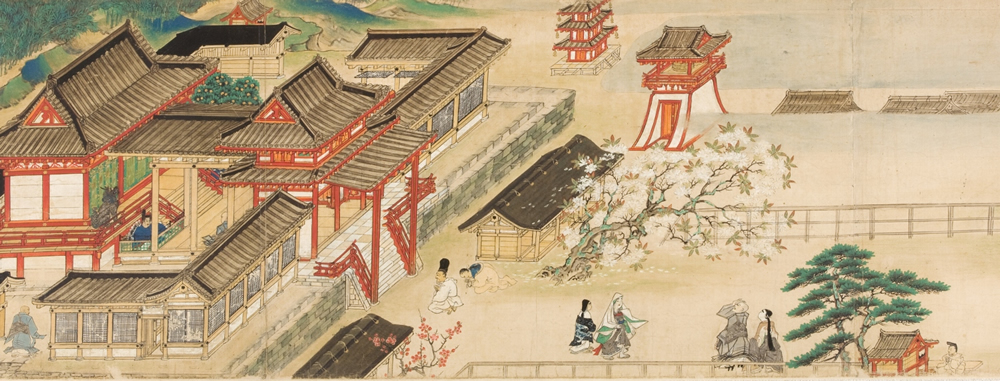
松崎天神縁起絵巻 防府天満宮蔵

仏教美術や縁起絵巻の風神雷神、室町時代の『仏鬼軍絵巻』（十念寺蔵、重要文化財）の風神雷神、さらには俵屋宗達以降に描かれた風神雷神も、漢代に遡る中国伝来の形を残しながら変遷してきている。

### 風神の風袋
松本栄一は、西域にあるキジル石窟、サイラム石窟、シムシム石窟、クムトラ石窟の風神はいずれも東洋の風神像でなじみ深い膨らんだ布をもっており、特にシムシム石窟の風神は明らかに風袋の口を握っていることから、バーミヤン遺跡の壁画などのさらに西方のガンダーラ美術と同じ様式であり、これらのすべてが古代ギリシアと古代ローマに起源を持つとした。
また、『オデュッセイア』10巻には、アネモイの主・アイオロスが、9歳の牡牛を屠って作った牛皮の袋にあらゆる暴風を詰めてオデュッセウスに渡し、一行が穏やかなゼピュロスの風だけで航海できるように計らう話がある。ただし、『オデュッセイア』の風袋をモチーフとした作品はオデュッセウスの従者と袋が描写されたエトルリアのカメオしかなく、アイオロスと風袋を直接取り上げたものは見つかっていない。この点と袋の形状の違いから東洋の風神像への影響を否定し、風神の持つ布がはっきりと袋状になったのは6～8世紀の中国とする意見もある。

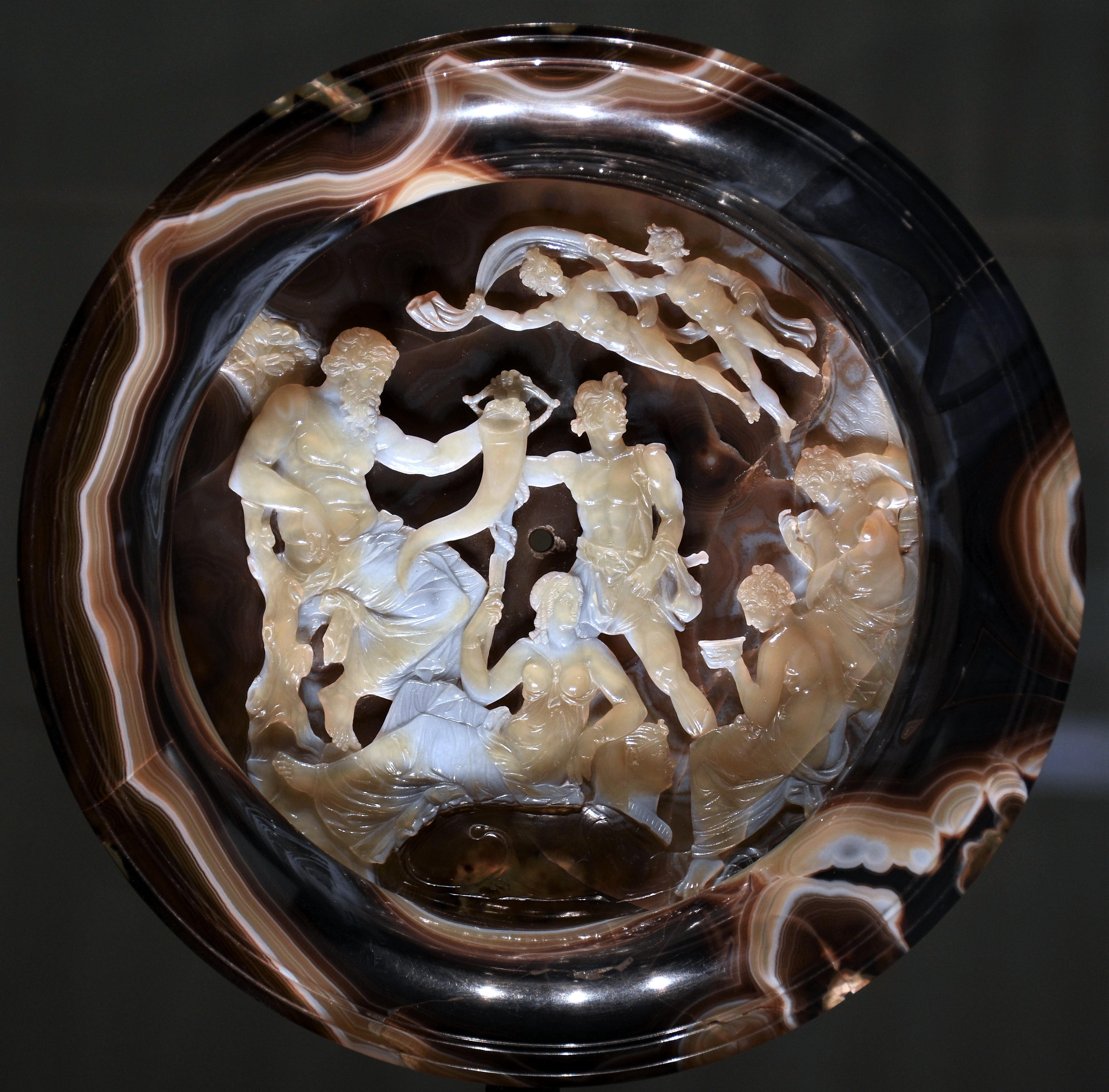
布を握り巻貝を吹く神々 ファルネーゼの杯（英語版）、プトレマイオス朝エジプト（紀元前2世紀）
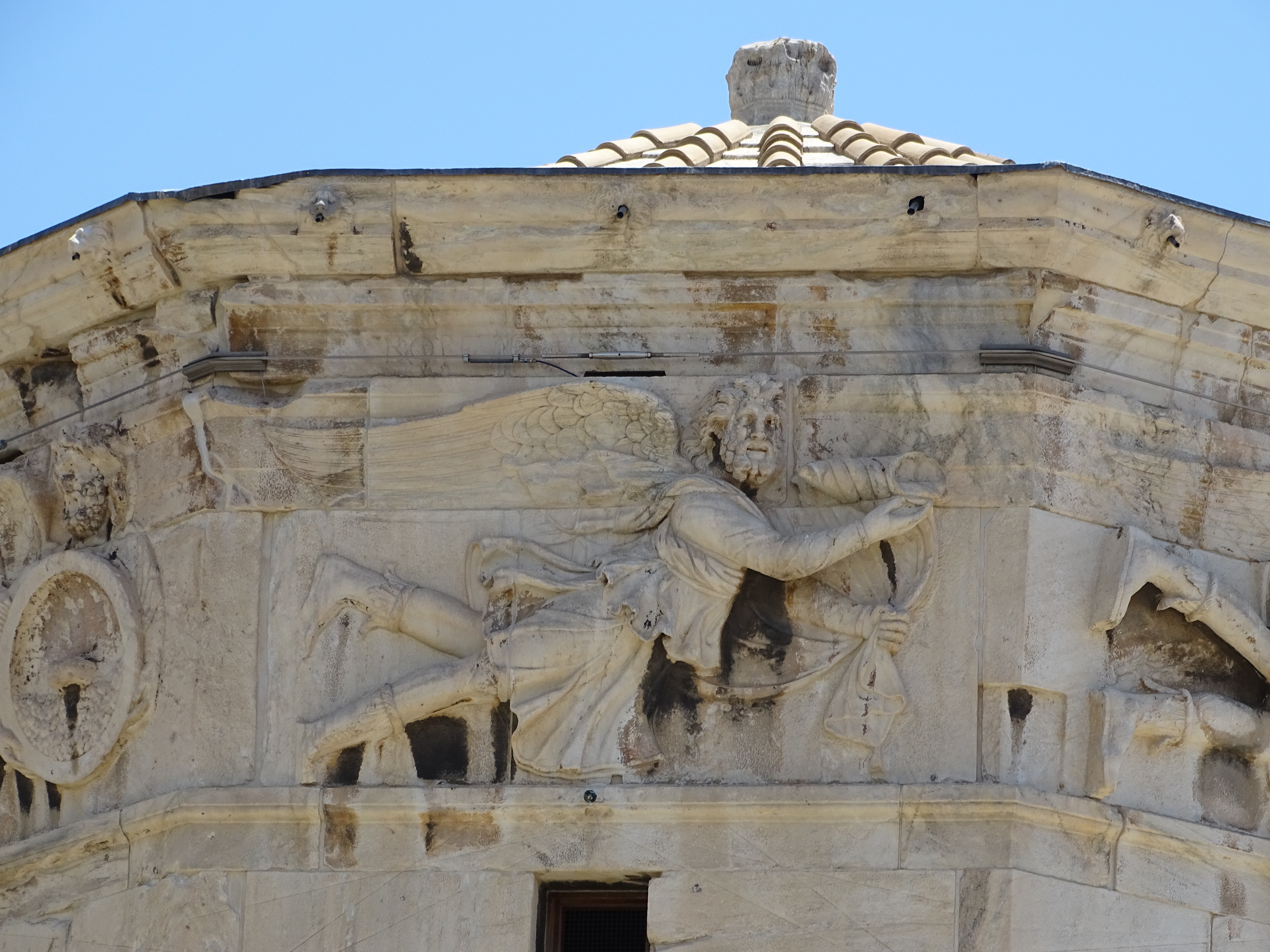
袋を背負い巻貝を吹く有翼のボレアース 風の塔、アテネ（紀元前1世紀）
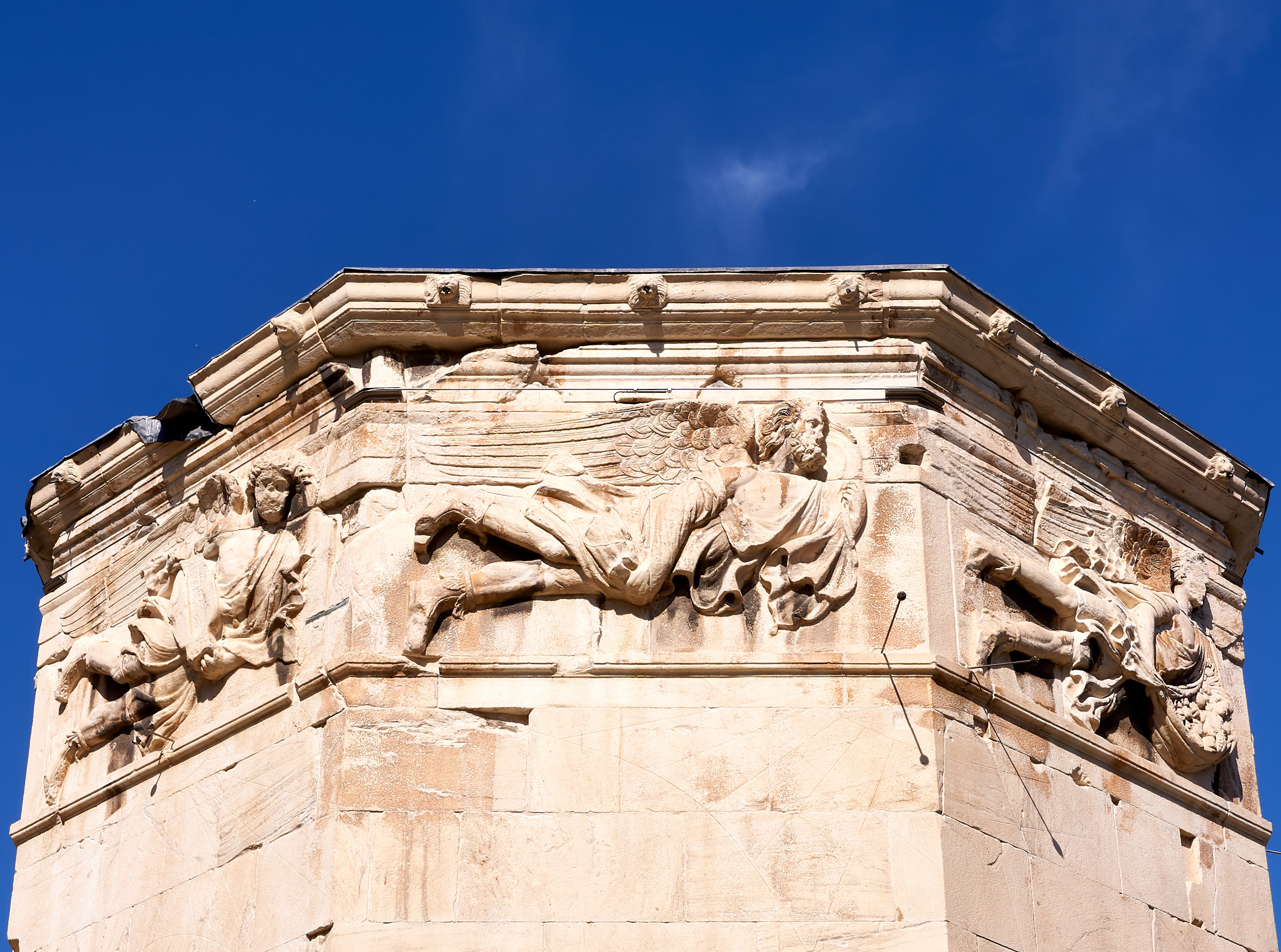
袋を背負うエウロス 風の塔
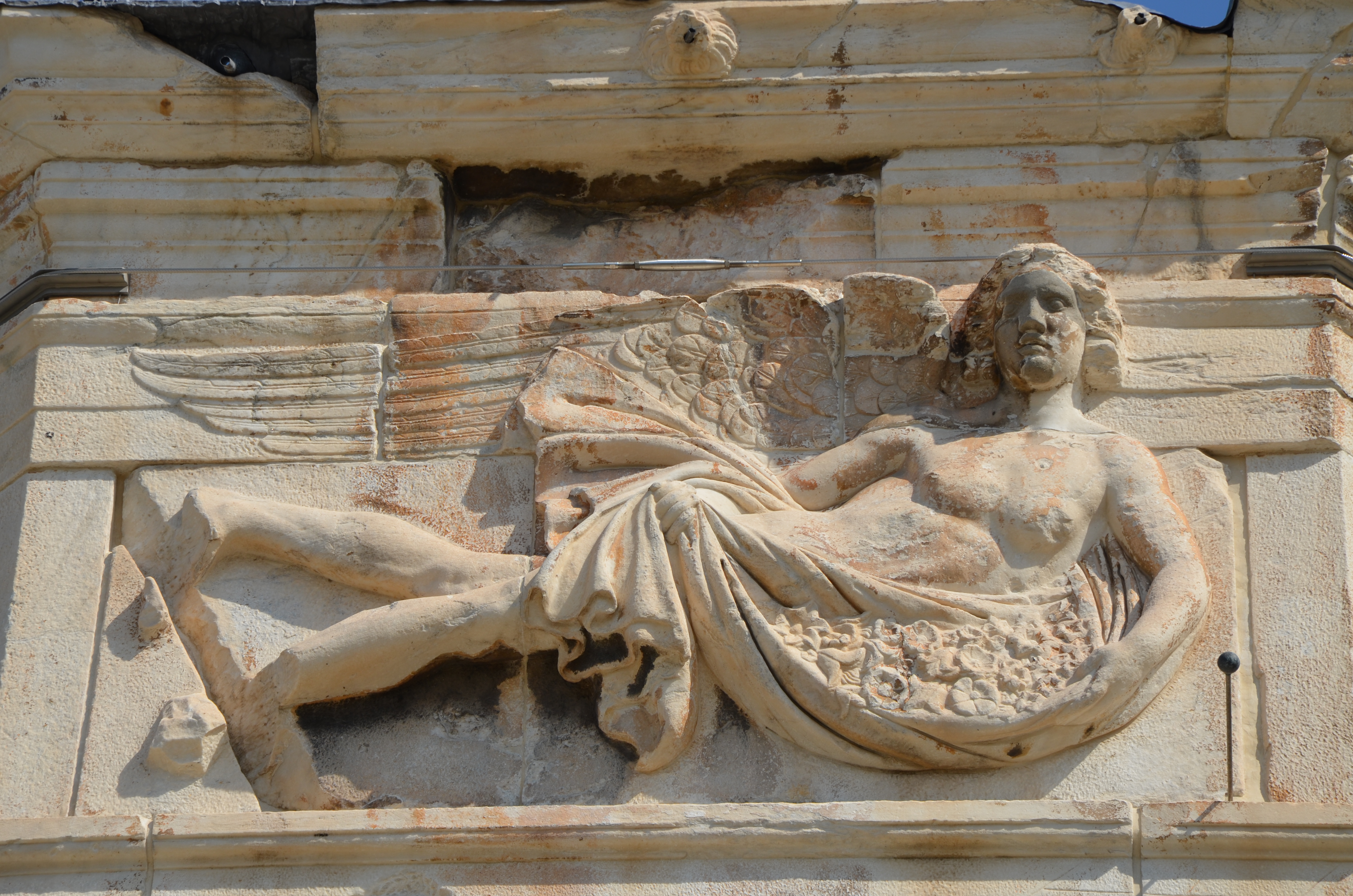
袋から花を撒くゼピュロス 風の塔
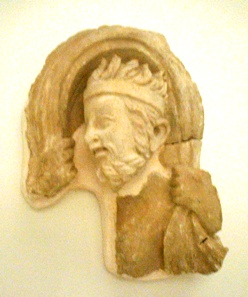
ガンダーラ美術のボレアース ハッダ（2世紀）
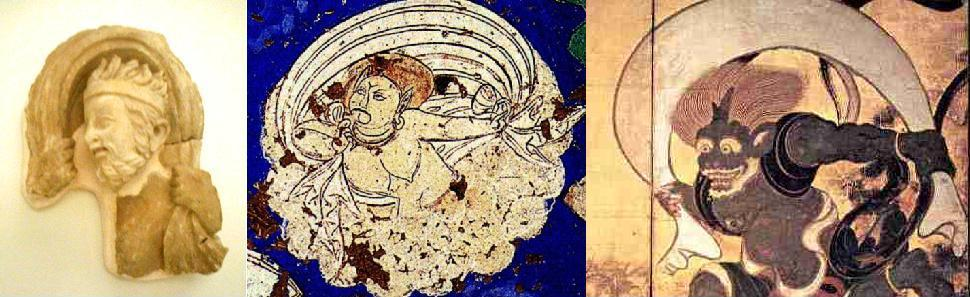
中央がキジル石窟の風神

東洋と西洋を結ぶシルクロードの中間にあったクシャーナ朝で発行された硬貨には、風神をモチーフにしたものが大きく分けて2種類ある。2世紀前半のカニシカ1世の時代の金貨にはギリシア文字（バクトリア語）で「アネモス（希: ΑΝΕΜΟΣ、アネモイの単数形）」と書かれており、有翼の風神が大きな布を広げて走る様子が描かれている。他方で、カニシカ1世の銅貨や2世紀後半のフヴィシュカの時代の硬貨には、ほぼ同じ構図で「オアドー（希: ΟΑΔΟ）」と書かれ翼がない。この変更が、東洋の風神に翼がない理由だという説がある。

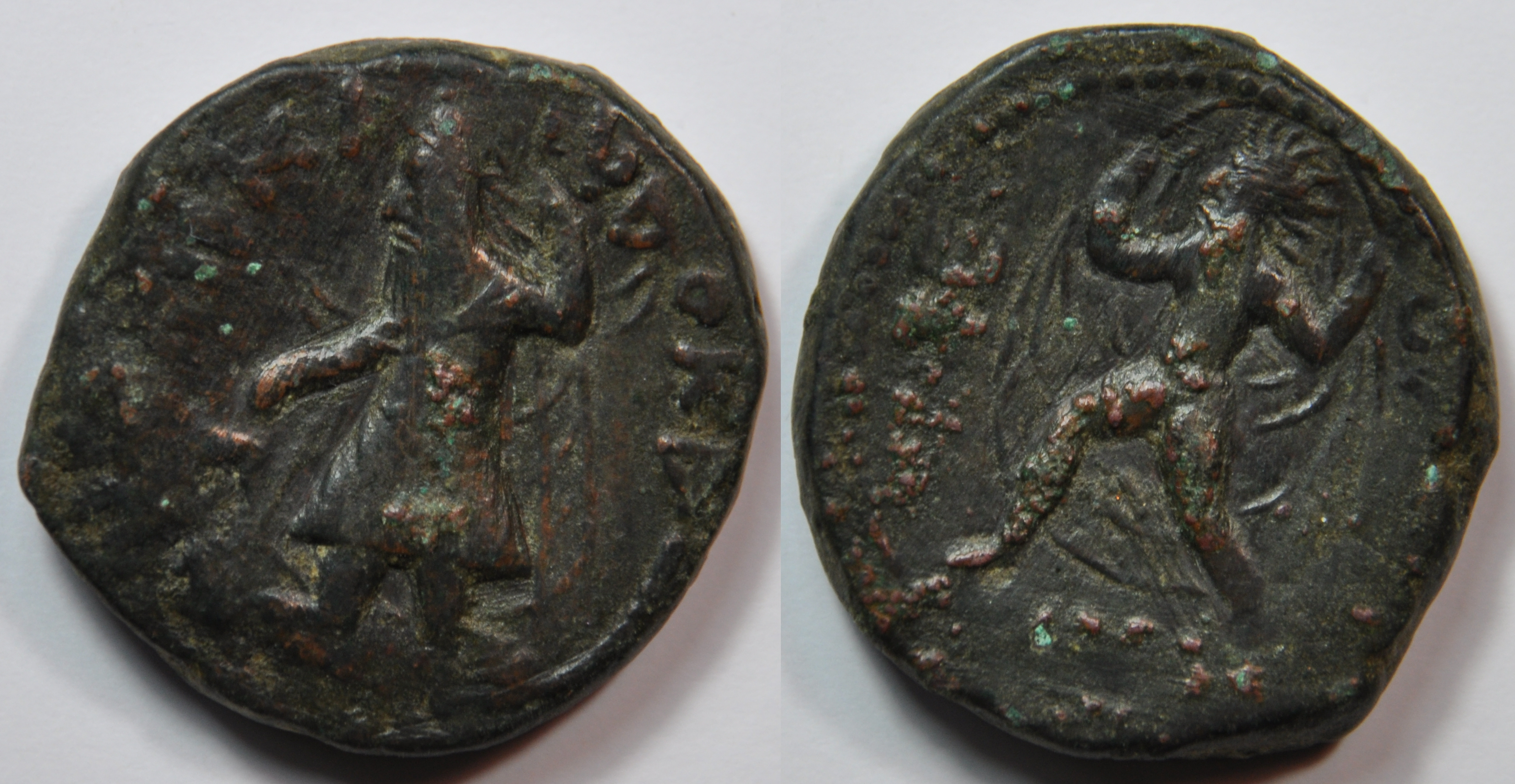
布を両手で掲げて走る無翼の風神 カニシカ1世の銅貨（2世紀）

### 雷神の連鼓
後漢の王充は、雷公の絵画を次のように描写している。
すなわち、雷公の絵の特徴は「力士のような姿で、いくつもの太鼓が連なった『連鼓』を左手で引き、右手で楔を推して太鼓を打つ」ということだが、この連鼓が円環状に配置されているとは言っておらず、実際にそうなっていない作品も多数ある。しかし、同時代に作られた山東省臨沂市呉白庄出土画像石（臨沂市博物館蔵）には、すでに周囲に円環状の連鼓を廻らせた雷公の姿が描かれており、前述した南北朝時代の元叉墓や莫高窟第249窟の天井画、唐代以降の「仏伝図」（大英博物館蔵）や「降魔成道図」（ギメ東洋美術館蔵）も同様であることから、唐代には円環状の連鼓がある程度定着していたと考えられる。
仏教美術では、降魔をテーマとする作品には雷神が描かれる事が多い。これは『ブッダチャリタ』13品「破魔」や『仏本行経』16品「降魔」などで雷霆が描写されているからだと思われるが、描かれていないものも多々ある。また、日本の雷神はほぼ全て鬼の姿で連鼓を持っているが、前述の『仏鬼軍絵巻』の雷神は稀有な例外で太鼓はひとつである。

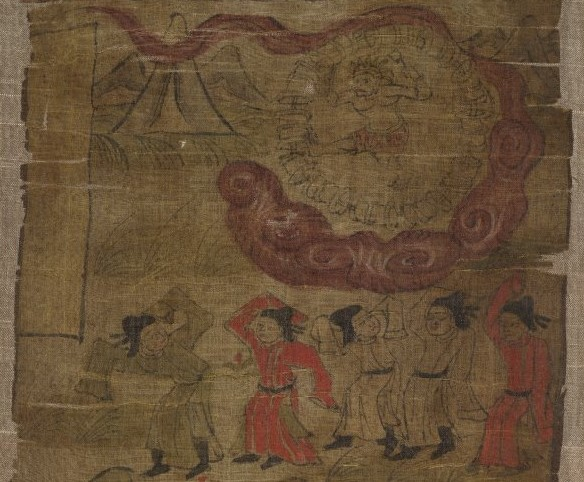
「仏伝図」より、雷雨に遭う五比丘 (9世紀) 大英博物館蔵
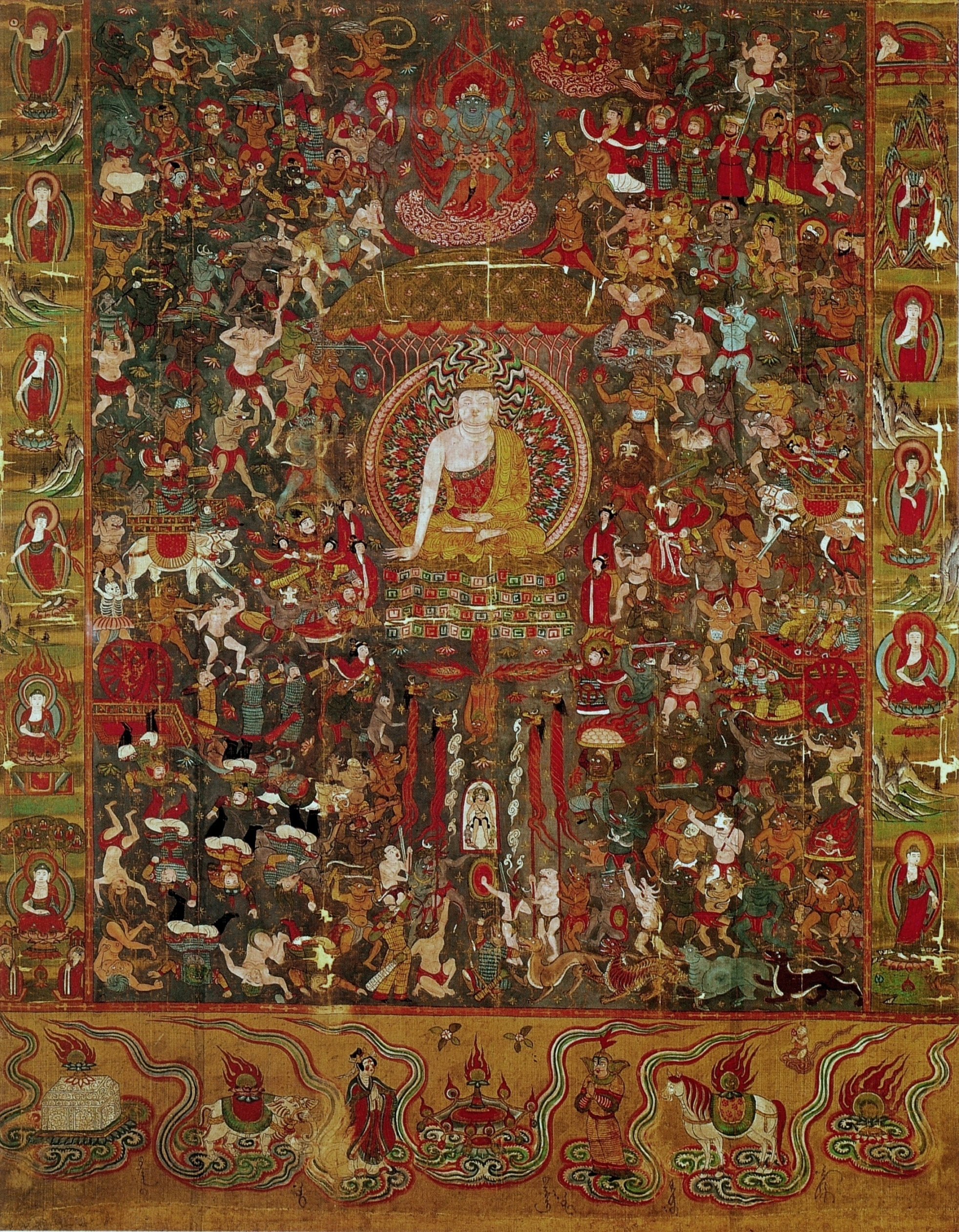
降魔成道図 (10世紀) ギメ東洋美術館蔵

## 風神雷神図屏風

### 俵屋宗達の屏風画
国宝。2曲1双、紙本金地着色。建仁寺蔵（京都国立博物館に寄託）。落款、印章はないが、宗達の真筆であることは確実視されている。製作年については17世紀前半の寛永年間、宗達最晩年の作とする説が有力だが、法橋印が無いことや、おおらかな線質が養源院の杉戸絵と共通することから元和末期（1624年）頃の作とする説もある。
宗達の最高傑作と言われ、彼の作品と言えばまずこの絵が第一に挙げられる代表作である。また、宗達の名を知らずとも風神・雷神と言えばまずこの絵がイメージされる事も多い。現在では極めて有名な絵であるが、江戸時代にはあまり知られておらず、作品についての記録や言及した文献は残されていない。京都の豪商で歌人でもあった糸屋の打它公軌（うちだ　きんのり- 正保4年（1647年））が、寛永14年（1637年）からの臨済宗建仁寺派寺院妙光寺（糸屋菩提寺）再興の記念に妙光寺に寄贈するため製作を依頼したとされる。後に妙光寺住職から建仁寺住職に転任した高僧が、転任の際に建仁寺に持って行ったという。
この絵は、画面の両端ぎりぎりに配された風神・雷神が特徴であり、これが画面全体の緊張感をもたらしているが、その扇形の構図は扇絵を元にしていると言われる。三島由紀夫はこれを評して、「奇抜な構図」と呼んだ。風袋を両手にもつ風神、天鼓をめぐらした雷神の姿は、『北野天神縁起絵巻（弘安本）』巻六第三段「清涼殿落雷の場」の図様からの転用であるが、三十三間堂の風神・雷神像からの影響もしばしば指摘される。しかし、宗達は元来赤で描かれる雷神の色を白に、青い体の風神を緑に変える等の工夫を凝らし、独創的に仕上げている。金箔、銀泥と墨、顔料の質感が生かされ、宗達の優れた色彩感覚をうかがわせるほか、両神の姿を強烈に印象付ける。特に重要なのは、たらし込みで描かれた雲の表現である。絵の中であまり目立つ存在ではないが、二神の激しい躍動感を助長しつつ画面に空間軸を設定し、平坦な金地に豊かな奥行きを生む役割を果たす。宗達は墨に銀泥を混ぜて使用する事で、同一の画面に墨と金という異質な素材を用いる違和感をなくし、柔らかく軽やかな雲の質感を描き表している。
平成20年（2008年）7月に行われた洞爺湖サミットでは、会議場にこの複製が置かれた。

### 代表的な模写された作品

#### 尾形光琳の屏風画

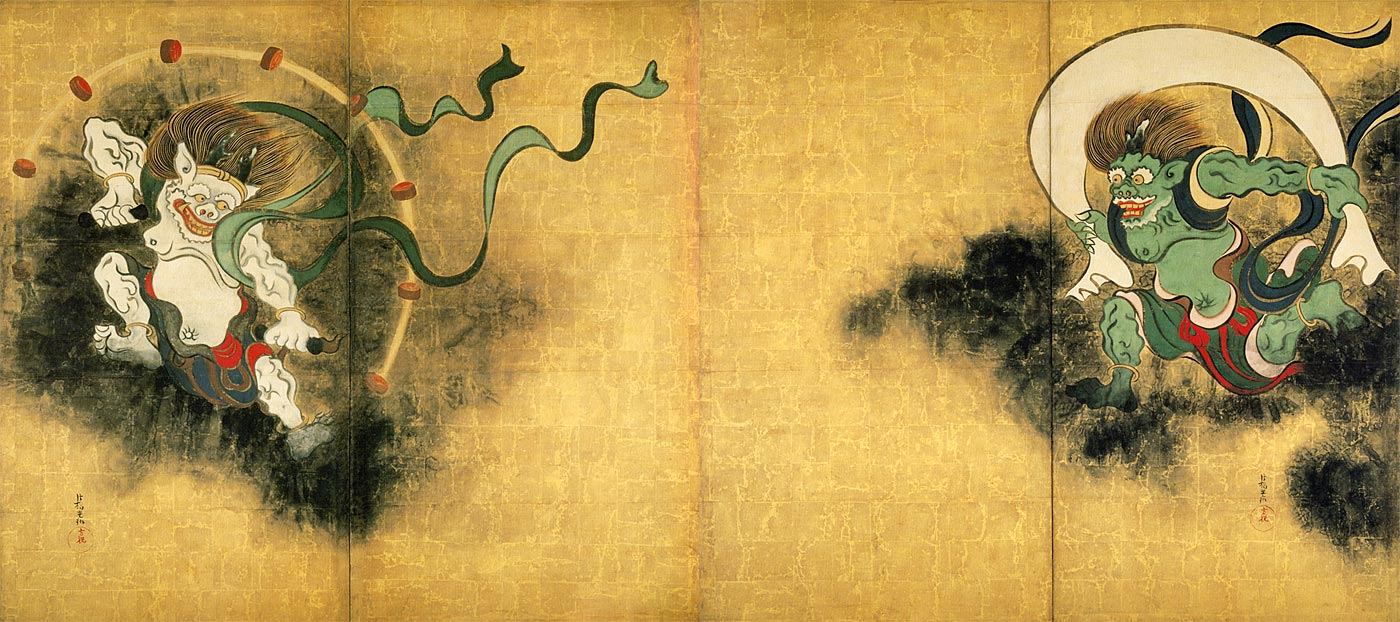
風神雷神図（尾形光琳）

重要文化財。2曲1双・紙本金地着色、東京国立博物館蔵。尾形光琳は、宗達の原画に忠実な模写を残した。当時、風神雷神図は建仁寺の末寺妙光寺にあったと解されているが、この寺は光琳の弟・乾山が営み、光琳のパトロン、二条家の別荘にあった鳴滝窯とほど近く、乾山が陶法を学んだ野々村仁清の墓所もある。こうした巡り合わせも手伝って、光琳はこの名品に出会ったのだと考えられる。この邂逅は、およそ宝永末年（1711年）頃だと研究者たちは推測している。
光琳は、体躯や衣文線などの輪郭線を驚くべき忠実さでトレースしており、単に屏風を瞥見した程度ではなく、時間と手間を惜しまず正確に写し取った事がうかがえる。その反面、光琳はいくつかの改変を加えている。
- 風神・雷神の姿が画面ぎりぎりではなく、全体像が画面に入るように配置されている。宗達が屏風の外に広がる空間を意識したのに対し、光琳は枠を意識しそこに綺麗に収まるよう計算しており、片隻だけ見ると光琳の方が構図がまとまっている。
- 宗達の画では、両神の視線が下界に向けられているのに対し、光琳の画では両神がお互いを見るように視線が交差している。
- 屏風全体の寸法が若干大きい（宗達画は各154.5×169.8cm、光琳画は各166.0×183.0cm）。二神の大きさは変わらないため、絵の中では光琳の風神雷神の方が相対的に小さく見える。
- 細部の描写や彩色を変更。天衣の裏表などにみられる不合理な描写を修正。輪郭線や雲の墨が濃くなり、二神の動きを抑える働きをしている。

光琳の模写も傑作の部類に属するが、上記の相違点により、「宗達の画のほうが迫力がある」という者も多い。しかし、光琳の宗達に対する最良の回答は、風神雷神図の構図を借りつつも図様を梅に置き換えた、光琳の最高傑作である「紅白梅図屏風」だという事は留意すべきであるとも言える。

#### 酒井抱一の屏風画

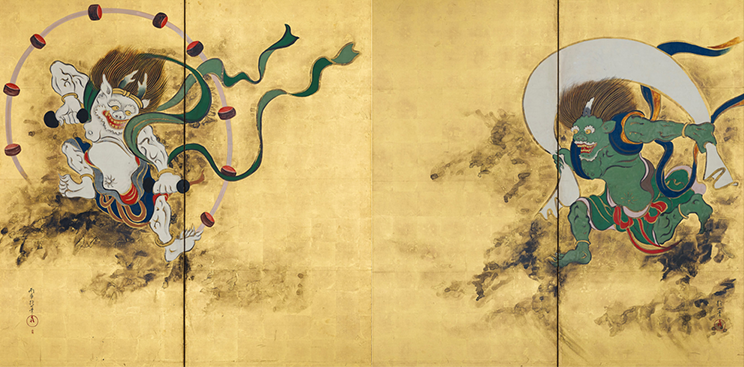
風神雷神図（酒井抱一）

文政4年（1821年）頃作。2曲1双・紙本金地着色。出光美術館蔵。酒井抱一は光琳の模写をさらに模した画を描いたが、宗達の画を知らず、光琳の画が模写でなく独自に描かれたものとして考えていたと見られている。このため、模写が重ねられたことでおこりがちな、写し崩れによる描写の不安定さが目立つ。光琳本と抱一本を比べても、トレースによる図様の相似関係が存在ないことから、抱一は当時一橋家にあった光琳本を拝見するのが精一杯で、じっくり時間をかけて研究・吸収できなかったと考えられる。このことは、抱一が編集した『光琳百図』の後編最終図を飾る「風神雷神図」は、光琳画に忠実でなく、むしろ自分の屏風を縮小した感があることでも裏付けられる。抱一の風神雷神図は、宗達・光琳のものと比べると劣った作品だと理解されがちであるが、抱一の光琳に対する返歌は、元々光琳本の裏に描かれ、天上の神から風雨を受け、地上で揺らめく草花を描いた抱一の最高傑作、『風雨草花図屏風』（『夏秋草図屏風』）だということを考慮する必要がある。

## その他

### 江戸時代
国宝の俵屋宗達筆の屏風とは別に、宗達の工房が用いた「伊年」印をもつ「雷神図屏風」（六曲一隻）が発見されており、クリーブランド美術館が所蔵している。
抱一の弟子鈴木其一が描いた「風神雷神図襖」（絹本着色、全8面、東京富士美術館蔵）は、襖4面の両面に描かれていたが、平成5年（1993年）に現在の全8面に改装された。襖4枚の幅は屏風二曲一双にほぼ等しく、表4面で二神を完結させることも出来たはずだが、周囲に余白を取るためか其一は敢えて表裏に分けている。それゆえに其一の作品は、模写ではなく「風神雷神」という題材を借りてきただけに近く、それは後述する作品でも同様である。
また、江戸期の作としては、伝狩野探幽筆「風神雷神図屏風」（紙本著色六曲一双、板橋区立美術館蔵）がある。ただし、板橋区本は人物描写に写し崩れがあることから、探幽筆ではなく探幽本を原本としたずっと後の狩野派の絵師が描いたか、印章から探幽在世中に描かられた工房作品だと推測される。

俵屋宗達の屏風 クリーブランド美術館蔵
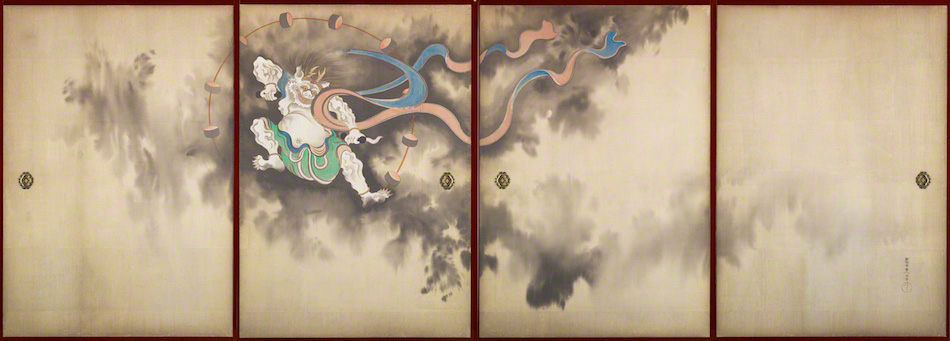
鈴木其一の襖絵左
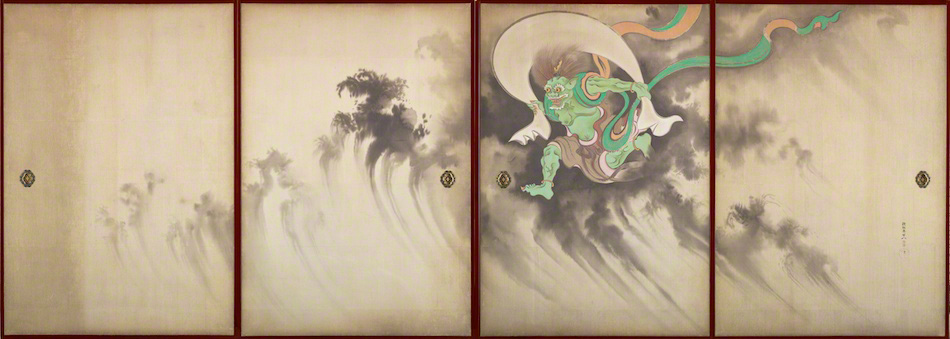
襖絵右

葛飾北斎の『北斎漫画』にも風神と雷神が描かれている。また、オランダの国立民族学博物館に収蔵されている川原慶賀の風神雷神図は『北斎漫画』とほぼ同じデザインである。さらに、フィッセル著『日本の知識への寄与 (蘭: Bijdrage Tot de Kennis Van Het Japansche Rijk)』の扉絵の風神雷神は、川原慶賀の風神雷神図をもとに加筆・再配置されたものであり、これを和訳して日本で発行された『日本風俗備考』の扉絵にも踏襲されている。

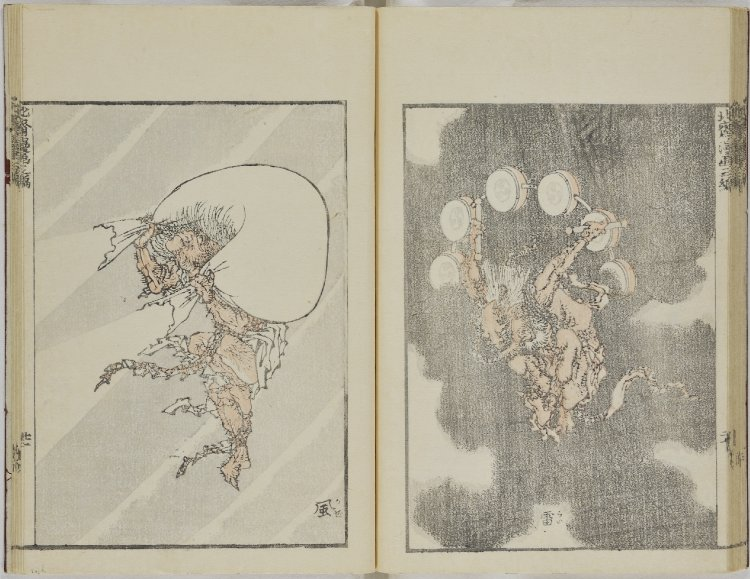
『北斎漫画』
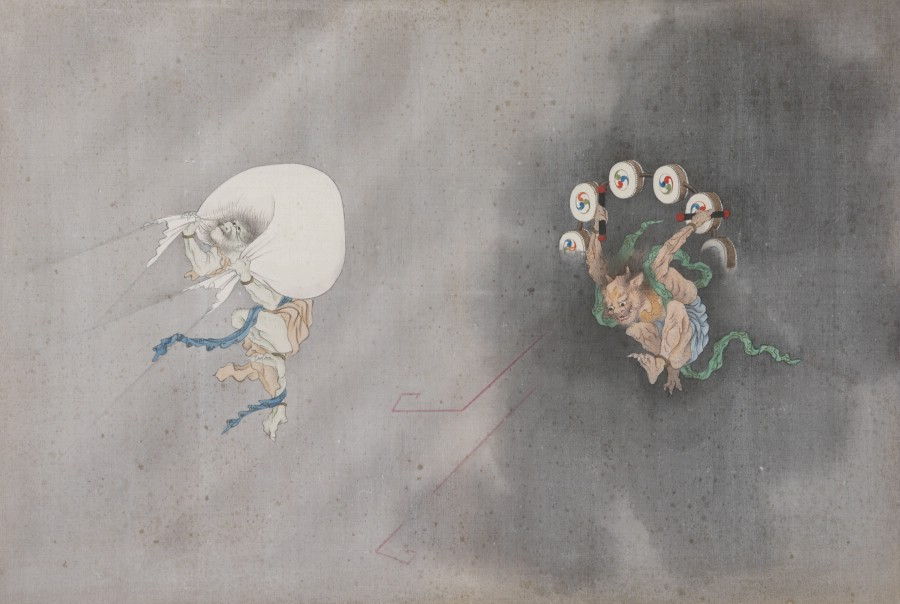
川原慶賀の絹本彩色
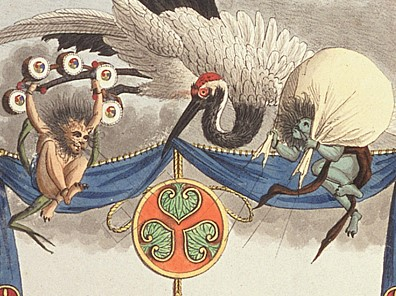
『日本の知識への寄与』の扉絵
葛飾北斎肉筆で『北斎漫画』と異なる構図の雷神

### 明治以降
明治の後半になると、画家たちの間で琳派や宗達に学ぶ機運が高まり、今村紫紅（双幅、東京国立博物館）や安田靫彦（二曲一双、埼玉・遠山記念館）、前田青邨（一面、愛媛・セキ美術館）、冨田溪仙（四曲一双、大阪・高島屋資料館）などが、近代的に解釈した個性的な風神雷神を描いている。

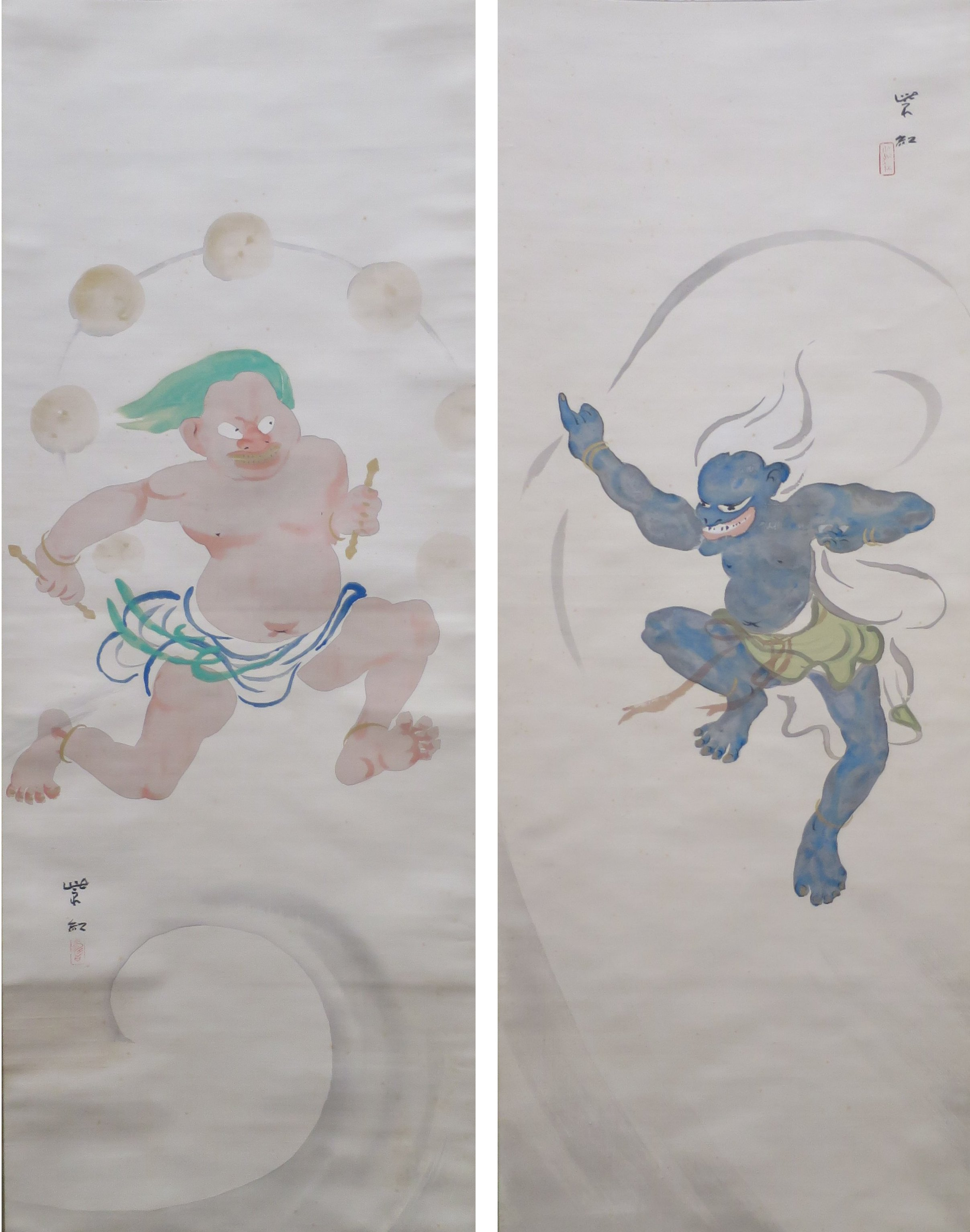
今村紫紅の絹本着色
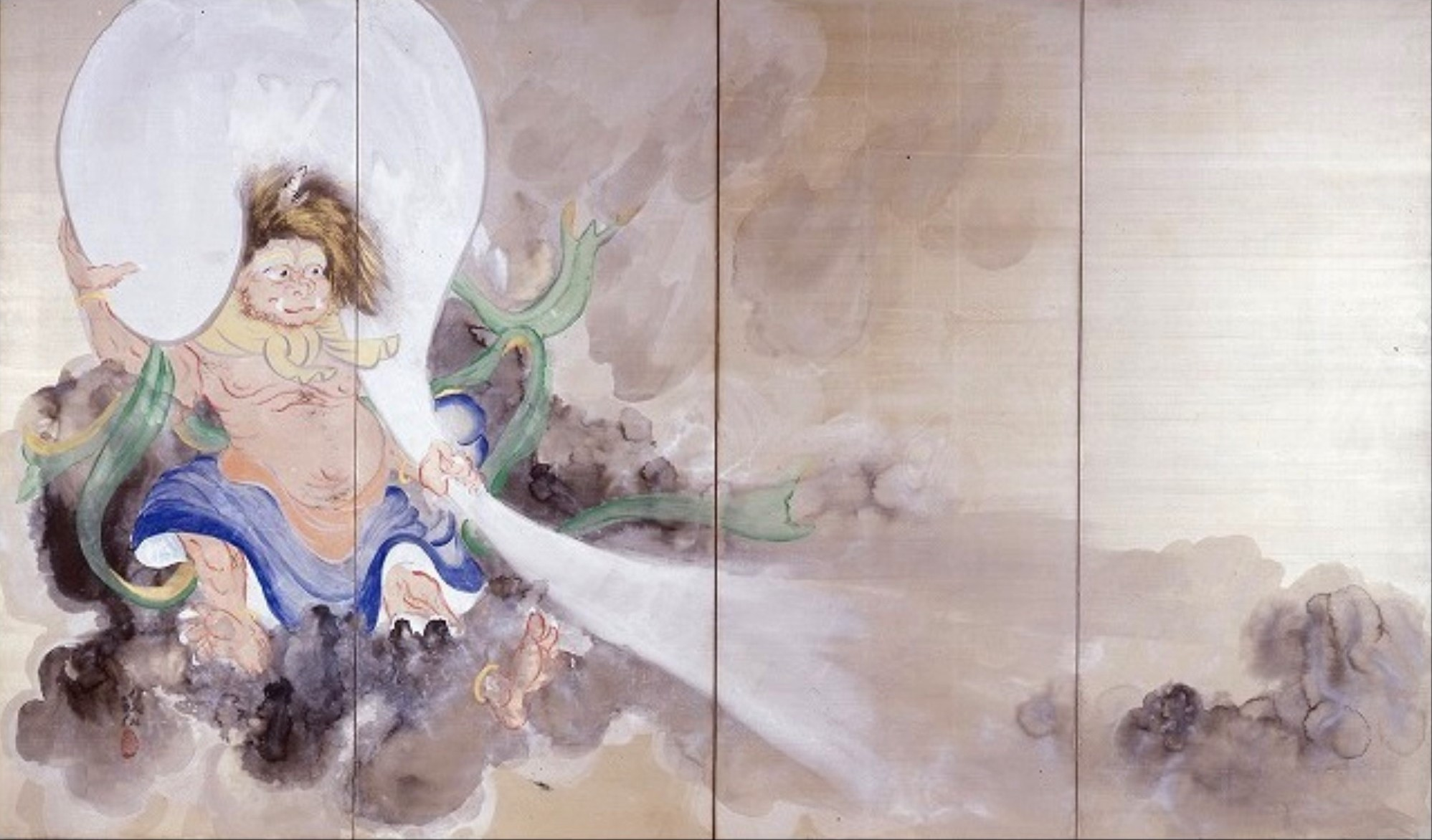
冨田溪仙の風神
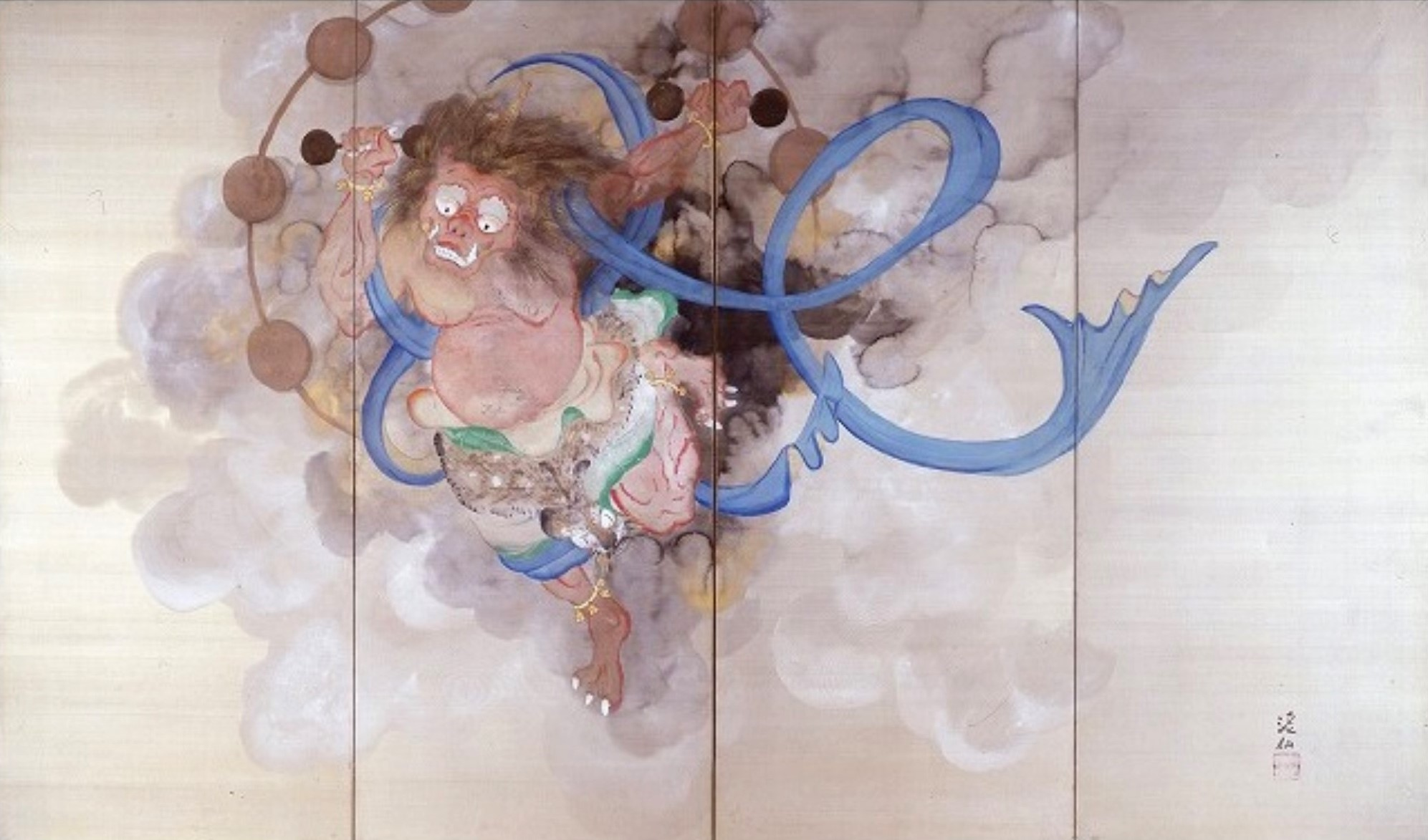
冨田溪仙の雷神